# Dešeča vas
Dešeča vas je naselje u slovenskoj Općini Žužemberku. Dešeča vas se nalazi u pokrajini Dolenjskoj i statističkoj regiji Jugoistočnoj Sloveniji. 

## Stanovništvo
Prema popisu stanovništva iz 2002. godine naselje je imalo 86 stanovnika.